# Homo oeconomicus
Homo oeconomicus (z latiny; psáno též homo economicus; česky člověk ekonomický) je model člověka jako agenta, který je důsledně racionální a úzce sobecký a který optimálně sleduje své subjektivně definované cíle. Takto se člověk jeví v některých ekonomických teoriích.
V teorii her se homo oeconomicus často modeluje na základě předpokladu dokonalé racionality. Předpokládá se, že jedinci (agenti) vždy jednají způsobem, který maximalizuje jejich užitek jako spotřebitelů a zisk jako producentů a jsou za tímto účelem schopni libovolně složitých kalkulací. Vždy jsou schopni promyslet všechny možné varianty a zvolit si postup, který povede k nejlepšímu možnému výsledku.
Racionalita implikovaná modelem homo oeconomicus neříká, jaké preference jsou přípustné. Pouze naivní aplikace modelu homo oeconomicus předpokládají, že agenti vědí, co je nejlepší pro jejich dlouhodobé fyzické a duševní zdraví. Například užitková funkce agenta by mohla být propojena s vnímaným užitkem jiných agentů (například něčího manžela nebo dětí), což by způsobilo, že je homo oeconomicus kompatibilní s jinými modely lidského konání, jako je homo reciprocans, který zdůrazňuje lidskou spolupráci.

## Přístupy v ekonomických směrech

### Ekonomie hlavního proudu
Z pohledu ekonomie hlavního proudu se předpokládá, že existuje plně racionální jedinec, který maximalizuje svůj užitek, dle známé užitkové funkce, má stabilní preference a  akumuluje optimální množství relevantních informací. Dosáhne tak vždy svých cílů a zvolí správné prostředky. Dnes ekonomie hlavního  proudu důsledně rozlišuje mezi racionalitou, racionálními očekáváními, případně efektivitou a nemíchá definici racionality v ekonomii s definicí racionality v psychologii, z které vycházejí behaviorální ekonomové.

### Behaviorální ekonomie
Jako teorie lidského chování homo oeconomicus kontrastuje s koncepty behaviorální ekonomie, která zkoumá kognitivní zkreslení a jiné iracionality, a s představou omezené racionality, která předpokládá, že  racionalitu agentů omezují faktory jako kognitivní a časová omezení.

### Přístup rakouské školy
Rakouská škola model homo oeconomicus odmítá. V knize Lidské jednání Ludwig von Mises uvádí „Lidské jednání je nutně jednáním racionálním.“ Z pohledu rakouské ekonomie to neznamená to, co je myšleno ekonomy hlavního proudu. Pojmem racionální  je myšleno, že jedinec sice maximalizuje svůj užitek, ale ten je založen na metodologickém subjektivismu a metodologickém individialismu. Pro Misese je každé jednání racionální, protože je při něm užíván rozum. To nezaručuje, že člověk dokáže proměnit své cíle  ve skutečnost.